# Tigers de Towson
Les Tigers de Towson, anciennement les Towson College Knights, représentent les équipes sportives de l’université de Towson, à Towson, dans le Maryland.  
Ses dix-neuf équipes (treize dans les sports féminins et six dans les sports masculins) sont affiliées à la Colonial Athletic Association (CAA) et évoluent en division I de la National Collegiate Athletic Association (NCAA).  
La gymnastique évolue cependant depuis le printemps 2012 dans l'East Atlantic Gymnastics League (en). 
Depuis leur affiliation à la CAA (saison 2001-2002), les Tigers y ont remporté 16 titres au total (en football américain, baseball, crosse masculine et féminine, football masculin, golf masculin, natation féminine et plongée et volley-ball).  
De plusn le programme de gymnastique féminine a remporté six championnats de l'Eastern College Athletic Conference (ECAC) au cours des huit dernières années (2005, 2006, 2007, 2008, 2009 et 2010). 
Depuis les années 1920, Towson a envoyé des équipes et des étudiants-athlètes aux compétitions d'après-saison de la NCAA en baseball, en basket-ball, en football, en golf, en gymnastique, en crosse, en football américain, en natation, en athlétisme et en volley-ball. 
En mai 2011, le département commence la construction de la SECU Arena (en), un nouveau complexe ultramoderne de 5 200 sièges pour la pratique du basketball, du volleyball et de la gymnastique. La construction de la salle se termine en mai 2013 et l'inauguration en juin 2013.

## Équipes universitaires
L'université de Towson parraine des équipes dans six sports régis par la NCAA pour les hommes et treize pour les femmes : 
Équipes masculines
- Baseball
- Basket-ball
- Football américain
- Golf
- Crosse
- Natation et plongée

Équipes féminines
- Basket-ball
- Cross-country
- Hockey sur gazon
- Golf
- Gymnastique*
- Crosse
- Football
- Softball
- Natation et plongée
- Tennis
- Athlétisme**
- Volley-ball

* L’équipe de gymnastique participe à l’ Eastern College Athletic Conference.
** L'athlétisme comprend les équipes outdoor et indoor.
Les changements apportés depuis 2000 aux programmes pour hommes incluent l’élimination de plusieurs sports universitaires au cours de l’année scolaire 2003-2004 : athlétisme en salle et en plein air, ski de fond et tennis. Les modifications apportées aux programmes pour les femmes incluent l'ajout du golf en 2007. Le football masculin est éliminé en 2013. Après des augmentations de financement tardives, les plans d'élimination du baseball sont retardés au moins jusqu'en 2015.

## Football américain
Les Tigers remportent le championnat de conférence en 2011 avec un bilan de sept victoires pour une défaite. Towson devient la première équipe de l'histoire de la NCAA à participer aux séries éliminatoires dans les trois niveaux de la compétition de football (DI, DII et DIII). Après la saison 2011, l'entraîneur-chef Rob Ambrose (en) remporte le Eddie Robinson Award (en) attribué au meilleur entraîneur de football universitaire de la Division I Football Championnat Subdivision (anciennement Division I-AA). Le running back freshman Terrance West (en) remporte le premier Jerry Rice Award (en) récompensant le meilleur joueur débutant de la division I du championnat de football américain. 

## Championnats de conférence
Équipes masculines championnes
- Baseball : 2013
- Football américain : 2011, 2012
- Golf : 2010
- Crosse : 2003, 2004, 2005, 2013, 2015, 2016
- Football : 2006

Équipes féminines championnes
- Crosse : 2005, 2008, 2009, 2012, 2013, 2014, 2016
- Natation et plongée : 2008, 2009, 2010, 2011, 2013, 2014, 2015
- Volley-ball : 2004
- Basket-ball : 2019

## Anciens élèves notables

### Football américain
- Sean Landeta - 3 x All-Pro (1986, 1989, 1990)
- Dave Meggett (en) - vainqueur Super Bowl XXV
- Jermon Bushrod - vainqueur Super Bowl XLIV
- Terrance West (en) - Jerry Rice Award (en) 2011

### Baseball
- Chris Nabholz
- Casper Wells

### Basketball
- Tamir Goodman (en)
- Gary Neal - NBA All-Rookie Team 2011
- Jerrelle Benimon